# Coco (profumo)
Coco è un profumo della casa di moda Chanel.

## Storia
Coco fu il primo profumo ad essere prodotto dopo la scomparsa di Coco Chanel, a cui il profumiere Jacques Polge, si ispirò per la realizzazione della fragranza. Lanciato sul mercato nel 1984, la bottiglia di Coco è un ulteriore omaggio alla stilista, in quanto Jaques Helleu, direttore artistico Chanel, riprese la stessa linea che Coco Chanel aveva ideato per Chanel n°5.

## Varianti
1. Coco Mademoiselle (2001)
2. Coco Mademoiselle Collection Cambon: Parfum de Sac di Chanel (2007)
3. Coco Mademoiselle Collection Cambon: Concrète de Parfum di Chanel (2007)